# مقتل حاتم (أفلح اليمن)

تعديل مصدري - تعديل

مقتل حاتم هي إحدى قرى عزلة بني فلاح بمديرية أفلح اليمن التابعة لمحافظة حجة، بلغ تعداد سكانها 68 نسمة حسب تعداد اليمن لعام 2004.